# Diadegma filiformator
Diadegma filiformator är en stekelart som beskrevs av Aubert 1971. Diadegma filiformator ingår i släktet Diadegma och familjen brokparasitsteklar. Inga underarter finns listade i Catalogue of Life.